# 拉斯阿诺德区
拉斯阿諾德區是索馬利亞時期的一個區，位於該國北部的索勒州，而索勒州實際上由邦特兰政府控制。首府為拉斯阿諾德。
另外，拉斯阿諾德亦是2012年宣稱成立的索馬利亞卡圖莫國的首府。

## 外部鏈結
- 拉斯阿諾德區行政區域圖 （页面存档备份，存于）